# Coppa delle nazioni afro-asiatiche
La Coppa delle nazioni afro-asiatiche (in inglese Afro-Asian Cup of Nations) è stata una competizione calcistica disputata dal 1978 al 1999 e nel 2007 tra la nazionale vincitrice della Coppa d'Asia e la nazionale vincitrice della Coppa d'Africa.

## Storia
La prima edizione del torneo si è disputata nel 1978, quando si sono affrontati l'Iran, vincitore della Coppa d'Asia 1976, e il Ghana, vincitore della Coppa d'Africa 1978. Nella gara di andata a Teheran gli asiatici hanno battuto gli africani per 3-0, ma poi la gara di ritorno non si è disputata per via dei problemi politici iraniani e quindi il titolo non è stato assegnato.
Il primo vincitore del trofeo è stato il Camerun, che nel 1985 ha battuto l'Arabia Saudita, mentre due anni più tardi è arrivato il successo di una squadra asiatica, con la Corea del Sud che in gara singola ha sconfitto l'Egitto ai rigori.
La manifestazione è stata inizialmente cancellata nel 2000 a seguito di una decisione della CAF del 30 luglio dello stesso anno, dopo che alcuni rappresentanti dell'AFC avevano supportato la Germania e non il Sudafrica nella votazione per scegliere la nazione organizzatrice del campionato del mondo del 2006. Nel 2005 è stata annunciata la ripresa della competizione, che però è stata temporaneamente annullata. Nel 2007 si è infine tenuta l'ultima edizione, con il nome di AFC Asia-Africa Challenge Cup.

## Edizioni
| Anno          | Ospitante                |               | Vincitore         | Risultato      | 2º posto |
| 1978          | Iran Ghana               | Non assegnato | Non assegnato     | Non assegnato  |          |
| 1985 Dettagli | Camerun Arabia Saudita   | Camerun       | 4 – 1 1 – 2 5 - 3 | Arabia Saudita |          |
| 1987 Dettagli | Qatar                    | Corea del Sud | 0 – 0 4 – 3 (dtr) | Egitto         |          |
| 1991 Dettagli | Iran Algeria             | Algeria       | 1 – 2 1 – 0 2 - 2 | Iran           |          |
| 1993 Dettagli | Giappone                 | Giappone      | 1 – 0 (dts)       | Costa d'Avorio |          |
| 1995 Dettagli | Uzbekistan Nigeria       | Nigeria       | 3 – 2 1 – 0 4 - 2 | Uzbekistan     |          |
| 1997 Dettagli | Sudafrica Arabia Saudita | Sudafrica     | 1 – 0 0 – 0 1 - 0 | Arabia Saudita |          |
| 2007 Dettagli | Giappone                 | Giappone      | 4 – 1             | Egitto         |          |

1. ↑  Iran vs. Ghana 3 - 0, ritorno non disputato.
2. ↑  Disputata nel 1988.
3. ↑  Disputata nel 1999.

## Vittorie per squadra
| Squadra        | Vittorie       | Secondi posti  |
| -------------- | -------------- | -------------- |
| Giappone       | 2 (1993, 2007) | -              |
| Camerun        | 1 (1985)       | -              |
| Corea del Sud  | 1 (1987)       | -              |
| Algeria        | 1 (1991)       | -              |
| Nigeria        | 1 (1995)       | -              |
| Sudafrica      | 1 (1997)       | -              |
| Arabia Saudita | -              | 2 (1985, 1997) |
| Egitto         | -              | 2 (1987, 2007) |
| Iran           | -              | 1 (1991)       |
| Costa d'Avorio | -              | 1 (1993)       |
| Uzbekistan     | -              | 1 (1995)       |

## Vittorie per continente
| Continente | Vittorie                   | Secondi posti              |
| ---------- | -------------------------- | -------------------------- |
| Africa     | 4 (1985, 1991, 1995, 1997) | 3 (1987, 1993, 2007)       |
| Asia       | 3 (1987, 1993, 2007)       | 4 (1985, 1991, 1995, 1997) |